# ديفيد ستيوارت (لاعب كرة قدم)
ديفيد ستيوارت (بالإنجليزية: David Stewart)‏ (1 يناير 1874 بغلاسكو في المملكة المتحدة - ) هو مدرب كرة قدم ولاعب كرة قدم بريطاني (وحمل سابقاً جنسية المملكة المتحدة لبريطانيا العظمى وأيرلندا) في مركز الدفاع. شارك مع منتخب اسكتلندا لكرة القدم. أما مع النوادي، فقد لعب مع نادي كوينز بارك.

## وصلات خارجية
- ديفيد ستيوارت على موقع قاعدة بيانات كرة القدم.إي يو (الإنجليزية)
- ديفيد ستيوارت على موقع قاعدة بيانات كرة القدم.إي يو (الإنجليزية)